# Ascyltus lautus
Ascyltus lautus là một loài nhện trong họ Salticidae.
Loài này thuộc chi Ascyltus. Ascyltus lautus được Eugen von Keyserling miêu tả năm 1881.